# Harry Watson (jégkorongozó, 1898–1957)
Harold Ellis „Moose” Watson (Kanada, Új-Fundland és Labrador, St. John's, 1898. július 14. – Kanada, Ontario, London, 1957. szeptember 11.) olimpiai bajnok kanadai jégkorongozó.

## Fiatalkora
Gyerekkorában élt Angliában, Winnipegben, végül Torontóban telepedett le a szüleivel 15 évesen. Több junior csapatban is játszott mielőtt bevonult volna a seregbe és harcolt az első világháborúban, mint repülő ász.

## Játékos pályafutása
A háború után visszatért Torotoba és újra jégkorongozótt. A Toronto Granitesszel 1922-ben és 1923-ban megnyerte az Allan-kupát és így képviselhette Kanadát az 1924. évi téli olimpiai játékokon. A Granites teljes csapata ment az olimpiára, mint a válogatott jégkorongcsapat. Az olimpiát megnyerték és ő egymaga 37 gólt ütött 5 mérkőzésen. A svájciaknak 13-at, a csehszlovákoknak 12-t ütött.
Az olimpia után több csapat is megkereste a National Hockey League-ből, de ő mindnek nemet mondott és visszavonult, hogy az üzleti életben helyezkedjen el.
Rövid ideig még edző is volt az 1930-as évek elején.
1963-ban beválasztották a Jégkorong Hírességek Csarnokába és 1998-ban a Nemzetközi Jégkorongszövetség Hírességek Csarnokába.